# Zytek Automotive
Zytek Automotive ist ein britisches Unternehmen, das  Steuerungs- und Kontrollsysteme für die Automobilindustrie, Antriebstechnik, Motorenbau und Hybrid-Technologie entwickelt. Sitz des Unternehmens ist Fradley. Seit 2014 ist Zytek Automotive eine 100%ige Tochter der Continental AG.

## Geschichte
Motorelektronik von Zytek kommt neben dem Rennsport auch in Straßenfahrzeugen von Jaguar, Aston Martin, Rolls-Royce und Bentley zum Einsatz. Zytek führte die 32-Bit-Technologie im Fahrzeugbau ein und integrierte Steuerungen wie die Antriebsschlupfregelung.
Zytek präsentierte in Zusammenarbeit mit Lotus einen elektrisch angetriebenen Elise. Für die IAA 2001 konstruierte Zytek ein Diesel-Hybrid-Fahrzeug für DaimlerChrysler. 2001 wurde Zytek Partner von General Motors bei der Hybrid-Entwicklung.
Auch ein Smart Forfour wurde 2006 in Zusammenarbeit mit der Lithium Technology Corporation (LTC) zum Plug-in-Hybrid konvertiert.
2014 wurde Zytek Automotive von der Continental AG übernommen. Zuvor gehörte Zytek Automotive zu 50 % zur Zytek Group. Die Rennsportabteilung der Zytek Group wurde nicht durch Continental übernommen und in Gibson Technology umbenannt.